# Škoda 637
Škoda 637 byl osobní automobil vyráběný v československé automobilce Škoda. Prodával se jako dvoudveřový tudor, čtyřdveřový sedan nebo limuzína. Výroba probíhala mezi lety 1932 a 1935, celkem se vyrobilo 67 kusů.

## Popis vozu

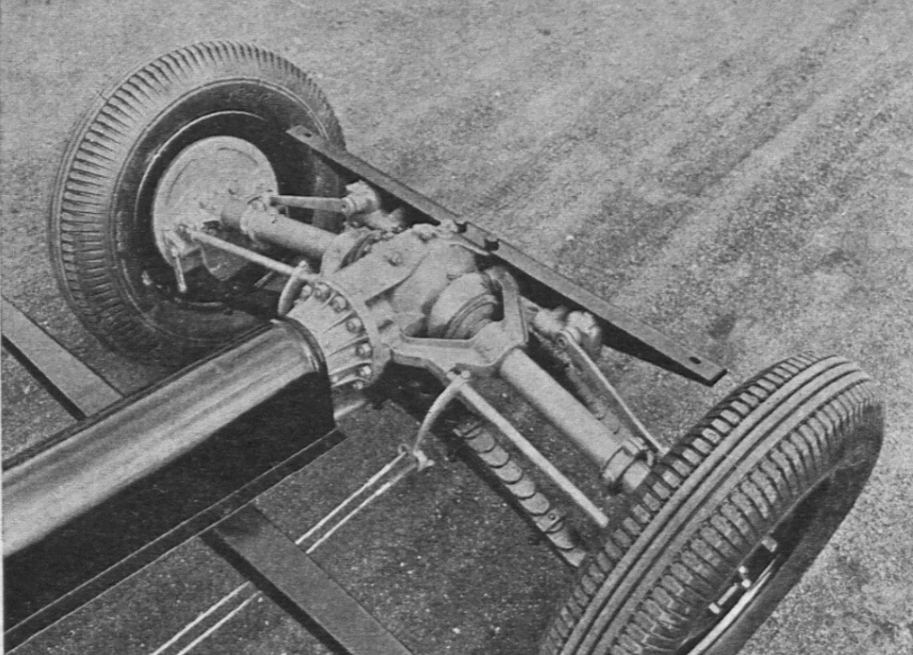
Škoda 637, detail zadní nápravy (1934)

Motor byl řadový šestiválec SV o objemu 1961 cm³. Vozy vyrobené do konce roku 1933 (jen sedany) byly vybaveny slabším motorem, který měl výkon 27 kW (37 koní) a mohl jet až 100 km/h. Novější modely (všechny tři typy karoserie) měly motor s výkonem zvýšeným na 33 kW (45 koní) a s maximální rychlostí 110 km/h. Měl "dokonale" vyvážený, pružný a bezhlučný motor, uložený kývavě na gumě a opatřený úsporným spádovým karburátorem (down-draft), který podstatně zvyšoval akceleraci a výkon. Při 3500 otáčkách v minutě a objemu válců 2 litrů dával motor na brzdě 45 ks. Tento automobil byl představitelem kategorie středních vozů.

## Podvozek a karoserie
Byl nabízen ve 4- a 6sedadlovém provedení. Rám vozu „637" byl velmi robustní, s centrální páteří, která byla vpředu rozvidlena a umožňovala tak nejen pružné uložení motoru s převodovou skříní, ale poskytovala ochranu motorového celku. Převodová skříň se synchronizovanými převody měla 4 stupně vpřed a zpětný běh. Šasi bylo vybaveno centrálním mazáním všech mazacích míst. Velmi důležité části a odlitky, zvlášť namáhané, byly zhotoveny z elektrooceli. Pérování všech 4 kol bylo nezávislé, neboť podvozek konstruktéra ing. Josefa Zubatého se u zadní nápravy skládal ze 2 kývavě zavěšených poloos a páru příčných per, velmi elastických a přední nápravu pak tvořily 2 páky po každé straně, mezi nimiž jsou zavěšena kola a mohutné příčné pero. Tato konstrukce přední nápravy zajistila předním kolům i při propérování stále týž směr a podstatně omezila namáhání předního pera při brzdění.

## Sportovní úspěchy
Cestovní vůz Škoda s motorem z typu 637 byl nasazen do I. ročníku závodu 1000 mil československých (1933). Na tomto voze posádka  V. Jahn - ing. F. Žádný (st. č. 15) skončila ve třídě do 2000 ccm na 2. místě a časem jako pátá v celkovém pořadí. V neoficiální klasifikaci mezi "zavřenými" vozy by skončili jako první.